# ناس الألفية (رواية)
ناس الألفية Millennium People هي رواية للكاتب الإنجليزي جيه جي بالارد، نشرت عام 2003، عن دار نشر فلامنغو.

## روابط خارجية
- ناس الألفية على موقع الموسوعة البريطانية (الإنجليزية)